# Singhala polymorpha
Singhala polymorpha är en skalbaggsart som beskrevs av Gilbert John Arrow 1911. Singhala polymorpha ingår i släktet Singhala och familjen Rutelidae. Inga underarter finns listade i Catalogue of Life.